# Nati nel 1901/Febbraio
| Questa pagina contiene informazioni ricavate automaticamente dalle voci biografiche con l'ausilio del template Bio e di un bot. L'aggiornamento è periodico e automatico e ricostruisce completamente la pagina. Se manca una persona in questa lista, sei pregato di non aggiungerla, ma accertati piuttosto che la sua voce biografica contenga il template Bio e che i dati anagrafici siano correttamente compilati. Se il template Bio manca, inseriscilo tu stesso o, in alternativa, metti l'avviso {{tmp\|Bio}} che ne segnala la mancanza. Se i dati riportati sono sbagliati, correggi direttamente la voce biografica; le modifiche saranno visibili in questa lista entro pochi giorni. Per chiarimenti vedi il progetto biografie. La lista contiene solo le 139 persone che sono citate nell'enciclopedia e per le quali è stato implementato correttamente il template Bio. Pagina aggiornata al 18 mag 2025. |

- 1º febbraio - Frank Buckles, militare statunitense († 2011)
- 1º febbraio - Clark Gable, attore statunitense († 1960)
- 1º febbraio - Antero González, calciatore spagnolo († 1978)
- 1º febbraio - Andrea Guglielminetti, avvocato e politico italiano († 1985)
- 1º febbraio - Langston Hughes, poeta, scrittore e drammaturgo statunitense († 1967)
- 1º febbraio - Edvard Westerlund, lottatore finlandese († 1982)
- 2 febbraio - Connie Gilchrist, attrice statunitense († 1985)
- 2 febbraio - Jascha Heifetz, violinista russo († 1987)
- 2 febbraio - Alberto Sartoris, architetto italiano († 1998)
- 2 febbraio - Luigi Filippo di Thurn und Taxis, principe tedesco († 1933)
- 3 febbraio - Ernst Beigel, alpinista e veterinario tedesco
- 3 febbraio - Nora Gregor, attrice austriaca († 1949)
- 3 febbraio - Hans-Herbert Ruths, alpinista e magistrato tedesco († 1966)
- 3 febbraio - Josef Schneider, calciatore e allenatore di calcio austriaco († 1973)
- 3 febbraio - Ramón J. Sender, scrittore spagnolo († 1982)
- 3 febbraio - Arvid Wallman, tuffatore svedese († 1982)
- 3 febbraio - Lois Zellner, sceneggiatrice statunitense († 1987)
- 4 febbraio - Willem Bokhoven, pallanuotista olandese († 1982)
- 4 febbraio - Hans Drakenberg, schermidore svedese († 1982)
- 4 febbraio - Lee Hoi-chuen, cantante, attore teatrale e attore hongkonghese († 1965)
- 4 febbraio - Alexander Werth, scrittore e giornalista russo († 1969)
- 5 febbraio - Flaminio De Mojà, architetto e ingegnere italiano († 1985)
- 5 febbraio - Vincenzo Gigante, antifascista e partigiano italiano († 1944)
- 5 febbraio - Herbert Lundh, insegnante, storico e politico svedese († 1988)
- 5 febbraio - Otto Mráz, calciatore cecoslovacco († 1973)
- 5 febbraio - Nicola Reale, magistrato italiano († 1980)
- 5 febbraio - Arthur Sheekman, giornalista, sceneggiatore e commediografo statunitense († 1978)
- 6 febbraio - Nino Besozzi, attore italiano († 1971)
- 6 febbraio - Ben Lyon, attore, regista e produttore cinematografico statunitense († 1979)
- 7 febbraio - Pierre Billon, regista e sceneggiatore francese († 1981)
- 7 febbraio - Giovanni Bovetti, avvocato e politico italiano († 1965)
- 7 febbraio - Clementina de Jesus, cantante brasiliana († 1987)
- 7 febbraio - Ugo Morin, matematico e antifascista italiano († 1968)
- 7 febbraio - Elisabeth Siegel, pedagogista tedesca († 2002)
- 9 febbraio - Marcelle Chantal, attrice francese († 1960)
- 9 febbraio - Brian Donlevy, attore statunitense († 1972)
- 9 febbraio - Ferdinando Gerra, bibliografo, saggista e attore italiano († 1979)
- 10 febbraio - Stella Adler, attrice teatrale e insegnante statunitense († 1992)
- 10 febbraio - Richard Brauer, matematico tedesco († 1977)
- 10 febbraio - Edoardo D'Onofrio, politico italiano († 1973)
- 10 febbraio - František Franěk, pallanuotista cecoslovacco († 1973)
- 10 febbraio - Angelo Palla, calciatore italiano († 1965)
- 11 febbraio - Alex Ireland, pugile britannico († 1966)
- 11 febbraio - Ștefan Ströck, calciatore rumeno († 1991)
- 12 febbraio - Giuseppe Grabbi, calciatore italiano († 1970)
- 12 febbraio - György Molnár, calciatore ungherese († 1977)
- 13 febbraio - Jean Boyer, calciatore francese († 1981)
- 13 febbraio - Gioan Battista Dell'Acqua, medico italiano († 1991)
- 13 febbraio - Paul Felix Lazarsfeld, sociologo statunitense († 1976)
- 13 febbraio - Lewis Grassic Gibbon, scrittore scozzese († 1935)
- 13 febbraio - Cesare Migliorini, dirigente sportivo e allenatore di calcio italiano († 1964)
- 13 febbraio - Erich Nitzschmann, direttore della fotografia tedesco († 1980)
- 14 febbraio - Alexandre Rignault, attore francese († 1985)
- 14 febbraio - Rolf Wanka, attore austriaco († 1982)
- 15 febbraio - Brendan Bracken, politico britannico († 1958)
- 15 febbraio - Gianfranco Campestrini, pittore italiano († 1979)
- 15 febbraio - Nikolaj Mordvinov, attore sovietico († 1966)
- 15 febbraio - André Parrot, archeologo francese († 1980)
- 15 febbraio - Manlio Rho, pittore italiano († 1957)
- 16 febbraio - Ernst Bantle, calciatore tedesco († 1978)
- 16 febbraio - Fernando Maria Brignoli, poeta e politico italiano († 1970)
- 16 febbraio - Heinrich Gley, militare tedesco († 1985)
- 16 febbraio - Medardo Griotto, antifascista italiano († 1943)
- 16 febbraio - Tito Manlio, paroliere italiano († 1972)
- 16 febbraio - Chester Morris, attore statunitense († 1970)
- 16 febbraio - Mario Pei, linguista e filologo statunitense († 1978)
- 17 febbraio - Carlo Capra, pianista e compositore italiano († 1965)
- 17 febbraio - Helmut Kahl, pentatleta tedesco († 1974)
- 17 febbraio - Motojirō Kajii, scrittore giapponese († 1932)
- 17 febbraio - Fulvio Zamponi, politico e sindacalista italiano († 1991)
- 18 febbraio - Paul Berlenbach, pugile statunitense († 1985)
- 18 febbraio - Luigi Cuomo, schermidore italiano († 1993)
- 18 febbraio - Giovanni Galeati, arbitro di calcio italiano († 1959)
- 18 febbraio - Raimondo Manzini, giornalista e politico italiano († 1988)
- 18 febbraio - John Merton, attore statunitense († 1959)
- 18 febbraio - Aleksej Ivanovič Prošljakov, generale e ingegnere sovietico († 1973)
- 18 febbraio - Reginald Sheffield, attore britannico († 1957)
- 19 febbraio - John Nelson Boothman, aviatore e militare britannico († 1957)
- 19 febbraio - Claude Ashton, calciatore inglese († 1942)
- 19 febbraio - Florence Green, militare e supercentenaria britannica († 2012)
- 19 febbraio - Hans Grundig, pittore e grafico tedesco († 1958)
- 19 febbraio - Hugo Haas, regista e attore ceco († 1968)
- 19 febbraio - Alfredo Signoretti, giornalista italiano († 1971)
- 19 febbraio - József Vértesy, pallanuotista ungherese († 1983)
- 20 febbraio - Mario Andreini, cantastorie italiano († 1970)
- 20 febbraio - Marc Detton, canottiere francese († 1977)
- 20 febbraio - René Dubos, biologo e filosofo francese († 1982)
- 20 febbraio - Henry Eyring, chimico messicano († 1981)
- 20 febbraio - Josef Hofbauer, calciatore austriaco († 1968)
- 20 febbraio - Louis Kahn, architetto statunitense († 1974)
- 20 febbraio - Gino Morici, pittore, decoratore e scenografo italiano († 1972)
- 20 febbraio - Muḥammad Naǧīb, generale e politico egiziano († 1984)
- 20 febbraio - Andrea Simontacchi, calciatore italiano
- 21 febbraio - Emilio Comici, alpinista italiano († 1940)
- 21 febbraio - Pierre Lewden, altista francese († 1989)
- 21 febbraio - Elena Lunda, attrice italiana († 1941)
- 21 febbraio - Paride Pasqualetto, calciatore italiano († 1976)
- 21 febbraio - Vasilij Vajnonen, ballerino, librettista e coreografo sovietico († 1964)
- 22 febbraio - Georgette Berger, modella belga († 1986)
- 22 febbraio - Mildred Davis, attrice statunitense († 1969)
- 22 febbraio - Fortunato Federigi, militare e aviatore italiano († 1941)
- 22 febbraio - Ken G. Hall, regista, produttore cinematografico e sceneggiatore australiano († 1994)
- 22 febbraio - Hugh Valentine King, militare britannico († 1947)
- 22 febbraio - Justinian Marina, arcivescovo ortodosso rumeno († 1977)
- 22 febbraio - Cosmé McMoon, pianista messicano († 1980)
- 22 febbraio - Olga Orgonista, pattinatrice artistica su ghiaccio ungherese († 1978)
- 22 febbraio - Leopold Tritsch, calciatore rumeno († 1981)
- 23 febbraio - Federico Chabod, storico, alpinista e politico italiano († 1960)
- 23 febbraio - Bella Dorita, cantante e ballerina spagnola († 2001)
- 23 febbraio - Erhard Heiden, generale tedesco († 1933)
- 23 febbraio - Ivar Lo-Johansson, scrittore svedese († 1990)
- 23 febbraio - Pietro Mura, poeta italiano († 1966)
- 23 febbraio - Roberto Ronca, arcivescovo cattolico italiano († 1977)
- 23 febbraio - Ruth Rowland Nichols, pioniere dell'aviazione statunitense († 1960)
- 24 febbraio - Émile Friess, calciatore francese († 1993)
- 24 febbraio - Ernesto Ganelli, ingegnere italiano († 1985)
- 24 febbraio - Matti Aarnio, militare finlandese († 1984)
- 24 febbraio - David McCrae, calciatore scozzese († 1976)
- 24 febbraio - Franz Rupp, pianista tedesco († 1992)
- 24 febbraio - Paul ten Bruggencate, astronomo e astrofisico tedesco († 1961)
- 25 febbraio - Paul Fritsch, pugile francese († 1970)
- 25 febbraio - Federico Ghisi, compositore e musicologo italiano († 1975)
- 25 febbraio - Guido Gianfardoni, calciatore e allenatore di calcio italiano († 1941)
- 25 febbraio - Zeppo Marx, attore, comico e imprenditore statunitense († 1979)
- 25 febbraio - Giovanni Omiccioli, pittore italiano († 1975)
- 26 febbraio - József Braun, calciatore ungherese († 1943)
- 26 febbraio - Werner Kaegi, storico svizzero († 1979)
- 26 febbraio - Josef Kollmer, militare e poliziotto tedesco († 1948)
- 26 febbraio - Emilia Rensi, saggista italiana († 1990)
- 27 febbraio - Egle Marini, pittrice e poetessa italiana († 1983)
- 27 febbraio - Marino Marini, artista, scultore e pittore italiano († 1980)
- 27 febbraio - Robert Usher, scenografo statunitense († 1990)
- 27 febbraio - George Vernot, nuotatore canadese († 1962)
- 27 febbraio - Paola Zancani Montuoro, archeologa italiana († 1987)
- 27 febbraio - Goffredo Zehender, pilota automobilistico italiano († 1958)
- 28 febbraio - Paul de Lavallaz, calciatore svizzero († 1994)
- 28 febbraio - Sylvia Field, attrice statunitense († 1998)
- 28 febbraio - Martin Lintzel, storico tedesco († 1955)
- 28 febbraio - Linus Pauling, chimico, cristallografo e attivista statunitense († 1994)